# Steffi Bade-Bräuning
Steffi Bade-Bräuning (* 15. Oktober 1969 in Bremerhaven) ist eine deutsche Dirigentin, Arrangeurin und Musiklehrerin.

## Biografie
Bade-Bräuning studierte Schulmusik und Dirigieren an der Hochschule für Musik Köln. Sie leitet den Esslinger Liederkranz seit 2012 und ist Gründerin und künstlerische Leiterin des Kinder- und Jugend-Barockorchesters Die Telemänner in der GEDOK Stuttgart. An der Hochschule Esslingen leitet sie seit 2009 das Sinfonieorchester, seit 2010 die Pep-Band sowie seit 2011 den Chor.
Ein Auslandsaufenthalt führte sie 1999 bis 2003 nach Singapur, wo sie den Fachbereich Musik an der Deutschen Schule Singapur leitete. An der National University of Singapore Society war sie künstlerische Leiterin des Chors (2001–2003) sowie als Opernchordirektorin an der Singapore Lyric Opera (Produktion „Carmen“ von Bizet). Man lud sie drei Mal als Jurorin zum Nationalen Wettbewerb der Singapurer Schulen (Central Judging of Choirs Singapore) ein. 2015 findet das 10. Kinder- und Jugend-Benefiz-Festival "Hits for Kids" Esslingen unter ihrer Leitung in Esslingen statt, welches sie 2005 initiierte. Bisher haben sich in diesem Festival ca. 1100 Kinder und Jugendliche für den guten Zweck mit Musik, Kunst und Sport eingesetzt.
Außerdem führte sie internationale Projekte mit der St. Margaret Singapore, der Jenö Hubay Musikschule Budapest, Naples High School, Florida, USA, der Turtle Bay Music School und St. Peter’s Church, New York City durch. Seit 2009 ist Bade-Bräuning als Musiklehrerin in Esslingen a.N. tätig.

## Repertoire, Konzerte
Ein Schwerpunkt ihrer Arbeit ist die Aufführung von Barockmusik mit jungen Musikern für junge Leute. Auch die zeitgenössische Musik bildet einen Schwerpunkt, so führte sie Uraufführungen von Komponisten wie Ilana Schapira, Peter Toth und Felix Romankiewicz auf. CD-Einspielungen erfolgten mit Werken von Ney Rosauro mit dem Hochschulorchester sowie der Kinderoper „Abenteuer im Mittelalter“ von Friedrich Radermacher.
Als Chordirektorin der Singapore Lyric Opera trat sie 2002 in der Singapore Esplanade auf. Bereits 1993 war sie eingeladen, als Jungdirigentin in der Kölner Philharmonie die Philharmonische Nacht mit zu gestalten.
Das Kinder- und Jugend-Barockorchester Die Telemänner trat 2011 im Musikfest Stuttgart in einem eigenen Konzert auf und wurde 2012, 2013 und 2014 ins Schloss Ludwigsburg eingeladen.
Im Januar 2012 ging das Orchester unter ihrer Leitung auf eine Konzertreise nach New York. 2013 war das Orchester in den Schlössern Schwetzingen und Ludwigsburg zu hören, weitere Konzertveranstaltungen, u. a. zu den Feierlichkeiten 250 Jahre Schloss Solitude Stuttgart sind geplant. 2014 war das Orchester im Schloss Ludwigsburg und Schloss Solitude zu hören.
Am Schlosserlebnistag, 15. Juni 2014, porträtierte der Südwestrundfunk (SWR) die Veranstaltung Mode des Klassizismus und des Empire - Mode a la Greque mit der Kostümakademie Ludwigsburg und den Telemännern im Schloss Ludwigsburg in der Landesschau. Das Orchester wurde von Bade-Bräuning geleitet.
Im November 2014 trat Bade-Bräuning mit den Telemännern bei einer Konzertreise nach Finnland in der Veranstaltung Concerto Grosso im Musiikkitalo Helsinki auf.
Bei der Uraufführung des Theaterstücks Heimatlos auf hoher See am 15. Juni 2024 an der Württembergischen Landesbühne Esslingen übernahm sie die Choreinstudierung. Die Bühnenbearbeitung von Alexander Schreuder beruht auf dem Drama „Die Ungewollten – Die Irrfahrt der St. Louis“ von Susanne Beck und Thomas Eifler, das die Irrfahrt der St. Louis 1939 behandelt.

## Auszeichnungen
- Summa Cum Laude-Wettbewerb Wien 2018: 1. Platz Kategorie Special Ensembles "with excellent success", Jugend-Barockorchester Die Telemänner[4]
- Landesmusikrat Baden-Württemberg Landesorchesterwettbewerb Baden-Württemberg 2015: Prädikat "Gut", Jugend-Barockorchester Die Telemänner
- Europäisches Musikfestival für die Jugend, Neerpelt/ Belgien 2015: 2. Preis Jugend-Barockorchester Die Telemänner
- Bayerischer Rundfunk: CD des Monats – Aufnahme mit dem Fränkischen Kinderchor, Sept. 2005
- Sparkassenpreis der Kreissparkasse Göppingen: Projekt Sommerserenade, Juli 2005 und Jan 2006
- National University of Singapore Society: Distinguished Speaker, Okt 2001

## Aufnahmen
- Musik aus verschiedenen Kontinenten, Orchester der Hochschule Esslingen, 2013, ISMN 4 042519 001419
- Fränkischer Kinderchor, 2005 in Zusammenarbeit mit dem Bayerischen Rundfunk, ISMN 9 783 429 0270 49
- Abenteuer im Mittelalter von Mechthild von Schoenebeck/ Friedrich Radermacher, Fränkischer Kinderchor und Orchester, Ersteinspielung der Kinderoper, in Zusammenarbeit mit dem Bayerischen Rundfunk, ISMN 9 790202 409916
- Porträt Die Telemänner im Deutschlandfunk (2008, Sendung Kakadu)
- Porträt Die Telemänner im Ungarischen Radio MR4 (April 2010)
- Reality-TV-Projekt Der Geigenkrieg mit, von und über Die Telemänner und das Kammerorchester Pakila, Helsinki durch den Landesfilmdienst, Baden-Württemberg (November 2014)